# Флоринас
Флорѝнас (на италиански: Florinas; на сардински: Fiolinas, Фиолинас) е село и община в Южна Италия, провинция Сасари, автономен регион и остров Сардиния. Разположено е на 417 m надморска височина. Населението на общината е 1556 души (към 2010 г.).